# Wätjens Schloss (Horn)

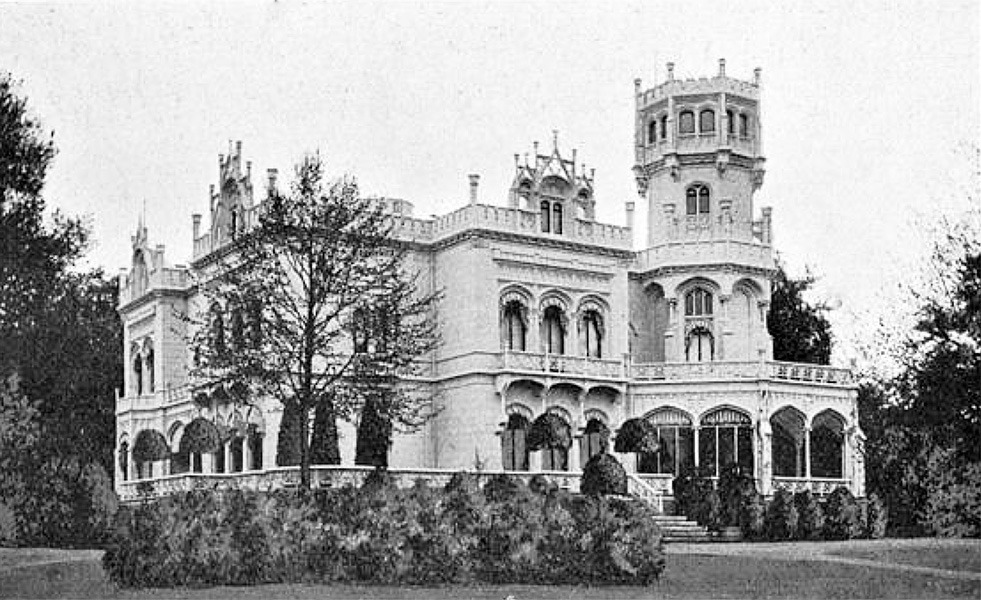
Wätjens Schloss 1900

Wätjens Schloss (auch Schloss Alteneichen oder Villa Wätjen) war ein vom Kaufmann Eduard Wätjen 1873/74 errichtetes schlossartiges Herrenhaus im Bremer Stadtteil Horn-Lehe. Es ist nicht zu verwechseln mit dem gleichnamigen ehemaligen Herrenhaus Wätjens Schloss in Bremen-Blumenthal.

## Geschichte
1847 hatte der Kaufmann Diedrich Hermann Wätjen (1800–1868) ein Landgut mit einem eingeschossigen Sommerhaus an der Horner Heerstraße Nr. 16  von Edwin Oerlichs erworben. Wätjen war Gründer des Handelshauses Hermann Wätjen, das Kaffee, Tabak und Zucker aus Kuba und Venezuela importierte und sich später zu einem Bankhaus weiterentwickelte.  (Es ist nicht identisch mit der Reederei D. H. Wätjen & Co., die sein Halbbruder Diedrich Heinrich Wätjen führte.)
Als Diedrich Hermann Wätjen 1868 verstarb, übernahm sein ältester Sohn (Heinrich) Eduard (1848–1928) im Alter von nur 20 Jahren das florierende Familienunternehmen. 1873 ließ er das alte Sommerhaus in Horn abreißen und von Johann Georg Poppe an gleicher Stelle eine große repräsentative Villa im historistischen Stile der Tudorgotik errichten. Das zweigeschossige Haus verfügte über einen markanten viergeschossigen Turm mit achteckigen Grundriss, von dem aus man vermeintlich bis nach Worpswede schauen konnte. Auf dem Grundstück, das durch Zukäufe erheblich erweitert worden war, ließ Eduard Wätjen einen englischen Garten anlegen. Der Südarm der Kleinen Wümme floss über das Grundstück, der Zufluss wurde um 1920 zugeschüttet. 
Die Familie bewohnte das Herrenhaus in den folgenden Jahren nur im Sommer und lebte den Rest des Jahres in ihrem Stadthaus an der Contrescarpe. 1923, in Folge der Inflation nach dem Ersten Weltkrieg, entschied sich Wätjen, das Grundstück zu verkaufen. 1926 wurden das Herrenhaus dann abgerissen. Dem direkt in der Nachbarschaft befindlichen, ebenfalls von Poppe entworfenen Schloss Kreyenhorst ereilte in den 1920er Jahren das gleiche Schicksal. 

## Alten Eichen
Das ehemalige Wätjen-Anwesen wurde in der Folge parzelliert. Zur Erschließung  wurde die Ringstraße Alten Eichen angelegt, die ab den späten 1920er Jahren mit Wohnhäusern bebaut wurde. Wegen der imposanten Eichen auf dem Areal war das Anwesen breitsd früher auch „Schloss Alteneichen“ genannt worden.
Die Ringstraße Alten Eichen beginnt und endet an der Horner Heerstraße. Die einzige weitere abgehende Straße, die Kohlmannstraße, ist an dieser Stelle ein schmaler Fuß- und Radweg. 